# British Empire and Commonwealth Games 1958/Boxen
Die 6. Boxwettkämpfe der Herren bei den British Empire and Commonwealth Games 1958 wurden vom 18. Juli bis zum 26. Juli in der walisischen Hauptstadt Cardiff ausgetragen. Insgesamt wurden 40 Medaillen in 10 Gewichtsklassen vergeben.

## Medaillengewinner
| Klasse                           | Gold                      | Silber                         | Bronze                                                         |
| -------------------------------- | ------------------------- | ------------------------------ | -------------------------------------------------------------- |
| Fliegengewicht (bis 51 kg)       | Jackie Brown Schottland   | Tommy Bache England            | Peter Lavery Nordirland Donald Braithwaite Wales               |
| Bantamgewicht (bis 54 kg)        | Howard Winstone Wales     | Oliver Taylor Australien       | Olfred Owen Schottland Richard Hanna Nordirland                |
| Federgewich (bis 57 kg)          | Wally Taylor Australien   | Malcolm Collins Wales          | Gert Coetzee Südafrika John McClory Nordirland                 |
| Leichtgewicht (bis 60 kg)        | Dick McTaggart Schottland | James Jordan Nordirland        | John Cooke England Thomas Donovan Neuseeland                   |
| Superleichtgewicht (bis 63,5 kg) | Henry Loubscher Südafrika | Robert Kane Schottland         | Joseph Jacobs England Raymond Galante Kanada                   |
| Weltergewicht (bis 67 kg)        | Joseph Greyling Südafrika | Thomas Kawere Uganda           | Robert Dickson Scott Schottland Brian Nancurvis England        |
| Superweltergewich (bis 71 kg)    | Grant Webster Südafrika   | Stuart Pearson England         | James Arthur Walters Kanada Bill Brown Wales                   |
| Mittelgewicht (bis 75 kg)        | Terry Milligan Nordirland | Philippus du Plessis Südafrika | Robert Piau Kanada John Caiger England                         |
| Halbschwergewicht (bis 81 kg)    | Tony Madigan Australien   | Robert Higgins Wales           | Gerhardus Jacobus De Bruyn Südafrika William Bannon Schottland |
| Schwergewicht (über 81 kg)       | Daniel Bekker Südafrika   | David Thomas England           | Roger Pleace Wales Gbadegesin Salawu Nigeria                   |

## Medaillenspiegel
| Rang | Land                  | Gold | Silber | Bronze | Gesamt |
| ---- | --------------------- | ---- | ------ | ------ | ------ |
| 1    | Südafrikanische Union | 4    | 1      | 2      | 7      |
| 2    | Schottland            | 2    | 1      | 3      | 6      |
| 3    | Australien            | 2    | 1      | 0      | 3      |
| 4    | Wales                 | 1    | 2      | 3      | 6      |
| 5    | Nordirland            | 1    | 1      | 3      | 5      |
| 6    | England               | 0    | 3      | 4      | 7      |
| 7    | Uganda                | 0    | 1      | 0      | 1      |
| 8    | Kanada                | 0    | 0      | 3      | 3      |
| 9    | Neuseeland            | 0    | 0      | 1      | 1      |
| 9    | Nigeria               | 0    | 0      | 1      | 1      |
|      | Total                 | 10   | 10     | 20     | 40     |